# Shanghai Skywalkers
Gli Shanghai Skywalkers sono stati una squadra di football americano di Shanghai, in Cina, fondata nel 2016 e chiusa nel 2018.

## Dettaglio stagioni

### Tornei nazionali

#### Campionato

##### CAFL
| Stagione | regular season | regular season | regular season | regular season | regular season | regular season | playoff | playoff | playoff | playoff | playoff | playoff     | playoff         |
|          | Vin            | Par            | Per            | Tot            | PF             | PS             | Vin     | Per     | Tot     | PF      | PS      | risultato   | avversaria      |
| -------- | -------------- | -------------- | -------------- | -------------- | -------------- | -------------- | ------- | ------- | ------- | ------- | ------- | ----------- | --------------- |
| 2016     | 3              | 0              | 2              | 5              | 271            | 206            | 1       | 0       | 1       | 57      | 52      | Terzo posto | Guangzhou Power |
| Totale   | 3              | 0              | 2              | 5              | 271            | 206            | 1       | 0       | 1       | 57      | 52      |             |                 |

Fonti: Enciclopedia del Football - A cura di Roberto Mezzetti